# شرفة الملاحة
مقدمة
هي إحدى الأحياء الواقعة بمنطقة سوق الجمعة (طرابلس) ليبيا وهي المنطقة الواقعة جنوب قاعدة معيتيقة الجوية كما يحدها من الغرب منطقة جامع القريو ومن الجنوب طريق عرادة وتشتهر هذه المنطقة بطيبة -هلها وأصولهم الليبية وكذلك تشتهر بوجود كثير من أشجار الزيتون والنخيل كما تعرف بمنطقة الملاحة وذلك لأنه في السابق كان يستخرج منها الملح الطبيعي وكان يصدر إلى الخارج حيث كان هناك قطار يربط بين الملاحة ووسط مدينة طرابلس 
مسجد الأنصار وبه مركز لتحفيظ القرآن
مسجد الكيلاني وبه مركز لتحفيظ القرآن
مسجد بن دحيم وبه مركز لتحفيظ القرآن
مسجد بن جويلي وبه مركز لتحفيظ القرآن
مسجدالقمبري
مسجد الخشيبات (معروف بجامع مرغم) وبه مركز لتحفيظ القرآن
مسجد بنت البي وبه مركز لتحفيظ القرآن
المراكز الصحية
مستوصف بن عامر (11 يونيو سابقا)
مستوصف بئر الشبو (الأنصار)
المراكز التعليمية
مدرسة حطين للتعليم الأساسي
مدرسة الأنصار للتعليم الأساسي
مدرسة شرفة الملاحة للتعليم الأساسي (الحي سابقاً).